# 掌叶多裂委陵菜
掌叶多裂委陵菜（学名：Potentilla multifida var. ornithopoda）为蔷薇科委陵菜属下的一个变种。

## 扩展阅读
- 維基物種上的相關：掌叶多裂委陵菜